# Jean-Baptiste Colbert de Torcy
Pour les articles homonymes, voir Colbert et Torcy.
Pour les autres membres de la famille, voir Famille Colbert.

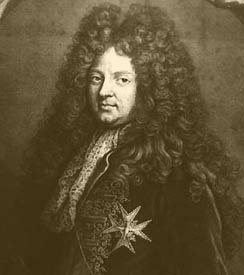
Jean-Baptiste Colbert de Torcy. Gravure d'après Hyacinthe Rigaud

Jean-Baptiste Colbert de Torcy, marquis de Torcy, né à Paris le 14 septembre 1665 et mort le 2 septembre 1746, est un diplomate français, l'un des plus remarquables du règne de Louis XIV.

## Biographie
Fils de Charles Colbert de Croissy et neveu de Jean-Baptiste Colbert, il reçoit une excellente formation de diplomate pour reprendre la charge de secrétaire d'État des Affaires étrangères occupée par son père, dont il est fait « survivancier » (successeur) en 1689. La même année, il assiste au conclave réuni à la mort du pape Innocent XI.
Nommé effectivement secrétaire d'État des Affaires étrangères en 1696, il négocie avec son mentor et beau-père Simon Arnauld de Pomponne, le traité de Ryswick de 1697. En 1699, il succède à ce dernier comme « surintendant des postes ». En 1700, il devient ministre d'État.
Il négocie alors le testament du roi Charles II d'Espagne qui offre la couronne espagnole au petit-fils de Louis XIV, le duc d'Anjou, futur Philippe V d'Espagne. Dans la guerre désastreuse qui survient alors, il est l'un des inspirateurs de l'appel au « sursaut national » lancé par Louis XIV en 1709. En 1713 et 1714, il négocie au mieux le traité d'Utrecht et le traité de Rastatt, qui marquent la perte de la prééminence française en Europe.
En 1712, il crée une école de formation pour les futurs diplomates, l'Académie politique. À la mort de Louis XIV en 1715, il doit abandonner les Affaires étrangères et ne conserve que la surintendance des postes, jusqu'en 1723. Son ministère est souvent vu comme l'un des plus efficaces pour la diplomatie française, lui-même étant considéré comme fin psychologue, ce qui est plus qu'appréciable dans l'Europe de l'époque.
En 1715, à Sablé-sur-Sarthe qu'il a acquis en 1711 (avec Bois-Dauphin et Précigné), Colbert de Torcy fait édifier l'actuel château de la ville. Il se préoccupe parallèlement du Collège royal, bâti en 1604 dans la rue de l'Île sur autorisation du roi Henri IV, destiné à l'instruction des enfants pauvres. Il se retire alors de la vie publique et rédige ses Mémoires pour servir à l’histoire de France.
Il fut un des invités aux salons littéraires et aux fêtes des Grandes Nuits de Sceaux de la duchesse du Maine, dans le cercle des Chevaliers de l'Ordre de la Mouche à Miel, au château de Sceaux.
Il épouse en 1696 Catherine-Félicité Arnauld de Pomponne, et Jean-Baptiste Joachim Colbert (1703-1777) est leur fils, qui fut comte de Bierné. Leurs filles furent : Catherine-Pauline Colbert (1699-1773) mariée en 1718 à Louis du Plessis-Châtillon de Châteaumeillant ; Constance Colbert (1710-1734) mariée en 1732 à Joseph-Augustin de Mailly d'Haucourt (leur fille Jeanne-Catherine-Félicité de Mailly épouse en 1747 Marc-René d'Argenson) ; et Françoise-Félicité Colbert (née en 1698), femme en 1715 de Joseph-André d'Ancézune-Cadart.

## Iconographie
Un portrait de Colbert de Torcy en costume de chancelier de l'ordre du Saint-Esprit, attribué à François de Troy, est conservé au Musée de Versailles (MV 7915).